# ギー・ドルー
ギー・ドリュ (Guy Drut、1950年12月6日-)は、フランスの陸上競技選手。フランス北部のパ＝ド＝カレー県オワニー出身。110mハードルの選手として1972年ミュンヘンオリンピック ではアメリカのロドニー・ミルバーンに次いで銀メダルを獲得。1976年モントリオールオリンピックでは金メダルを獲得した。

## 主な実績
| 年   | 大会                 | 場所                   | 種目         | 結果 | 記録    |
| ---- | -------------------- | ---------------------- | ------------ | ---- | ------- |
| 1972 | オリンピック         | ミュンヘン(西ドイツ)   | 110mハードル | 2位  | 13.34秒 |
| 1974 | ヨーロッパ陸上選手権 | ローマ(イタリア)       | 110mハードル | 1位  | 13.40秒 |
| 1976 | オリンピック         | モントリオール(カナダ) | 110mハードル | 1位  | 13.30秒 |